# Абіда-Аблай-тайши
Абіда-Аблай-тайши (*д/н — 1600) — 11-й очільник Дербен-Ойрата в 1587—1600 роках. Відомий також як Була-тайджі.

## Життєпис
Походив з роду нойонів племені чорос. Про молоді роки обмаль відомостей. 1586 року підняв повстання проти монгольського ставленика Субагатая, якого 1577 року повалив, незважаючи на допомогу дзасакту-хана Лайхор-хана. 
1577 року стикнувся з союзом алтин-хана Убаші-хунтайджі і урянханського нойона Сайн-Маджика. Як наслідок почалася тривала монголо-ойратська війна. Спочатку Абіда-Аблай-тайши скористався неузгодженістю між ворогами, якими поодинці завдав поразки. Але невдовзі проти ойратів знову виступив Лайхор-хан, з яким з перемінним успіхом точилася війна протягом 1580-х років. Зрештою Абіда-Аблай-тайши визнав номінальну зверхність останнього, погодившись сплачувати невеличку данину.
1587 року вимушений був погодитися на обрання Байбагас-батура з племен хошутів очільником (даргою) чулгана (загального збору ойратських вождів). У 1590 роках починається протистояння з Байбагас-батуром. Разом з тим відновлюється війна з Лайхор-ханом, що значно послаблювала Дербен-Ойрат. Водночас 1598 рокуойрати вступили у конфлікт з Кучумом, що втік з Сибірського ханства. Під час цих подій за невідомих обставин Абіда-Аблай-тайши помер або загинув. Владу перебрав Байбагас-батур.